# Oberjochpass
Der Oberjochpass ist ein 1178 m ü. NHN hoher Gebirgspass in Deutschland, der im südlichen Teil Bayerns etwa 800 m westlich der Grenze zu Österreich in den Allgäuer Alpen liegt.

## Geographie

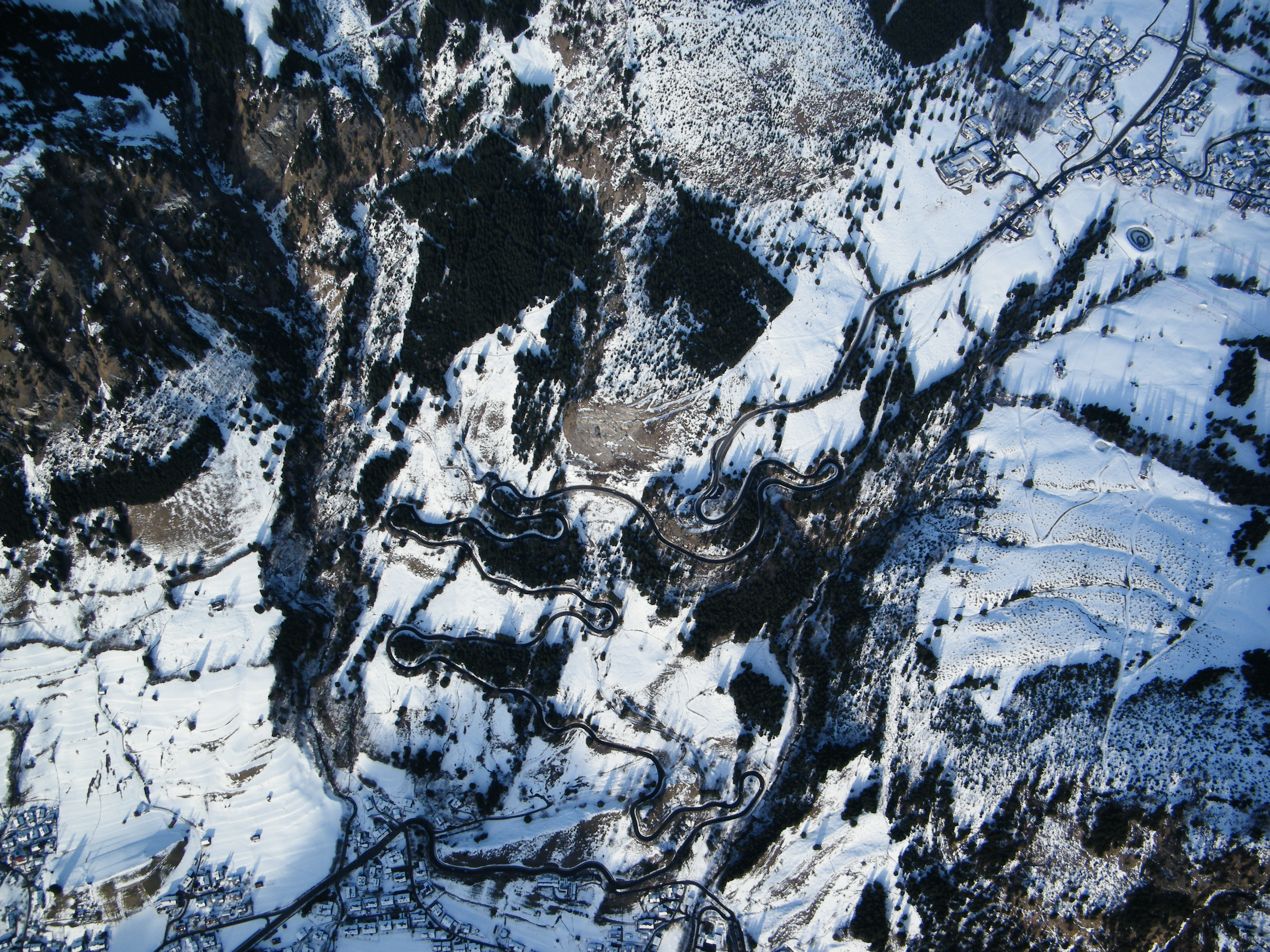
Luftaufnahme der Jochstraße

Die über den Oberjochpass führende Straße verbindet das Tal der Ostrach bei Bad Hindelang (Landkreis Oberallgäu) zunächst im Dorf Oberjoch mit jenem der Wertach und dann mit dem Tal der Vils im Tannheimer Tal bei Schattwald (Bezirk Reutte). Der mit 1178 m höchste Punkt der Pass-Straße liegt nicht auf der eigentlichen Wasserscheide zwischen Wertach und Vils. Diese befindet sich etwa 500 Meter weiter östlich auf 1150 m Höhe, direkt am ehemaligen Grenzübergang zwischen Deutschland und Österreich.
Die Pass-Straße ist auf beiden Seiten Bundesstraße: auf deutscher Seite die B 308, auf österreichischer Seite die B 199. Am ehemaligen Grenzübergang wird die B 308 zur B 199. Die B 199 führt weiter in Richtung Südosten durch das Tannheimer Tal und über den Gaichtpass in das Lechtal.
Die B 308 ist die zweithöchstgelegene deutsche Bundesstraße. Die höchstgelegene Bundesstraße ist die B 317 mit dem Feldbergpass (1231 m ü. NHN).
Der Oberjochpass vermittelt nicht nur den Übergang nach Tirol, sondern auch die unmittelbare Verbindung mit dem Wertacher Raum und dem Ostallgäu. Ab Oberjoch führt die B 310 über Unterjoch nach Wertach und weiter bis Füssen.
Der Oberjochpass ist Teil der Ferienstraße „Deutsche Alpenstraße“.

## Geschichte

### Neuzeit

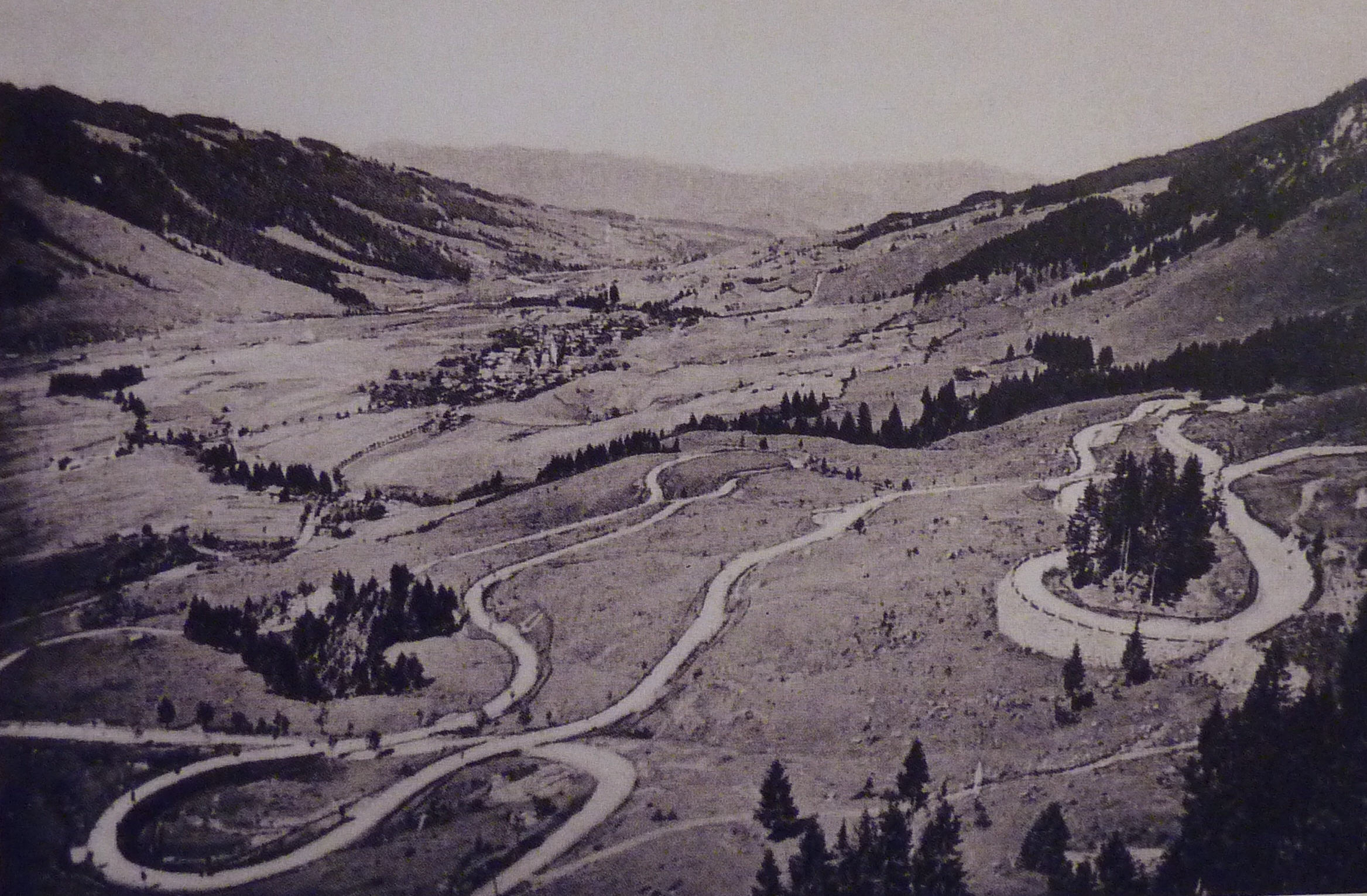
Jochstraße um 1900

1540 bis 1550 wurde unter Graf Hugo von Montfort die Straße von Sonthofen über Hindelang nach Oberjoch erbaut. In der gleichen Zeit ließ Erzherzog Sigismund Franz von Habsburg, Landesfürst von Tirol, eine Straße von Weißenbach am Lech über den Gaichtpass durch das Tannheimertal bis zur Gähwinde bauen. Damit war zum ersten Mal ein zusammenhängender Straßenzug vom Illertal zum Lechtal geschaffen worden, dessen Steigungen zwar stark, aber nicht schwierig waren. Infolgedessen wurden Montfortstraße und Gaichtpassstraße immer beliebter und zogen den Warenverkehr immer stärker an sich. Die neue Salzstraße wurde bald zu einer wichtigen Handelsstraße zwischen Tirol und dem Rhein, da der Arlberg wegen seiner Schwierigkeit berüchtigt war und die Reichsstraße über Kempten (Allgäu) zu weit. Schon im Jahr 1662 wurden auf der Jochstraße 15.850 Salzfässer (ein Fass wog etwa 5 Zentner) verfrachtet. Nicht weniger als 300 Pferde waren Tag für Tag unterwegs. Das war für damalige Verhältnisse ein gewaltiger Verkehr, der zu Wohlstand führte. Die Bewohner der Gemeinden des Tannheimertales wie die des Ostrachtales wurden von keinerlei Umlagen belastet.

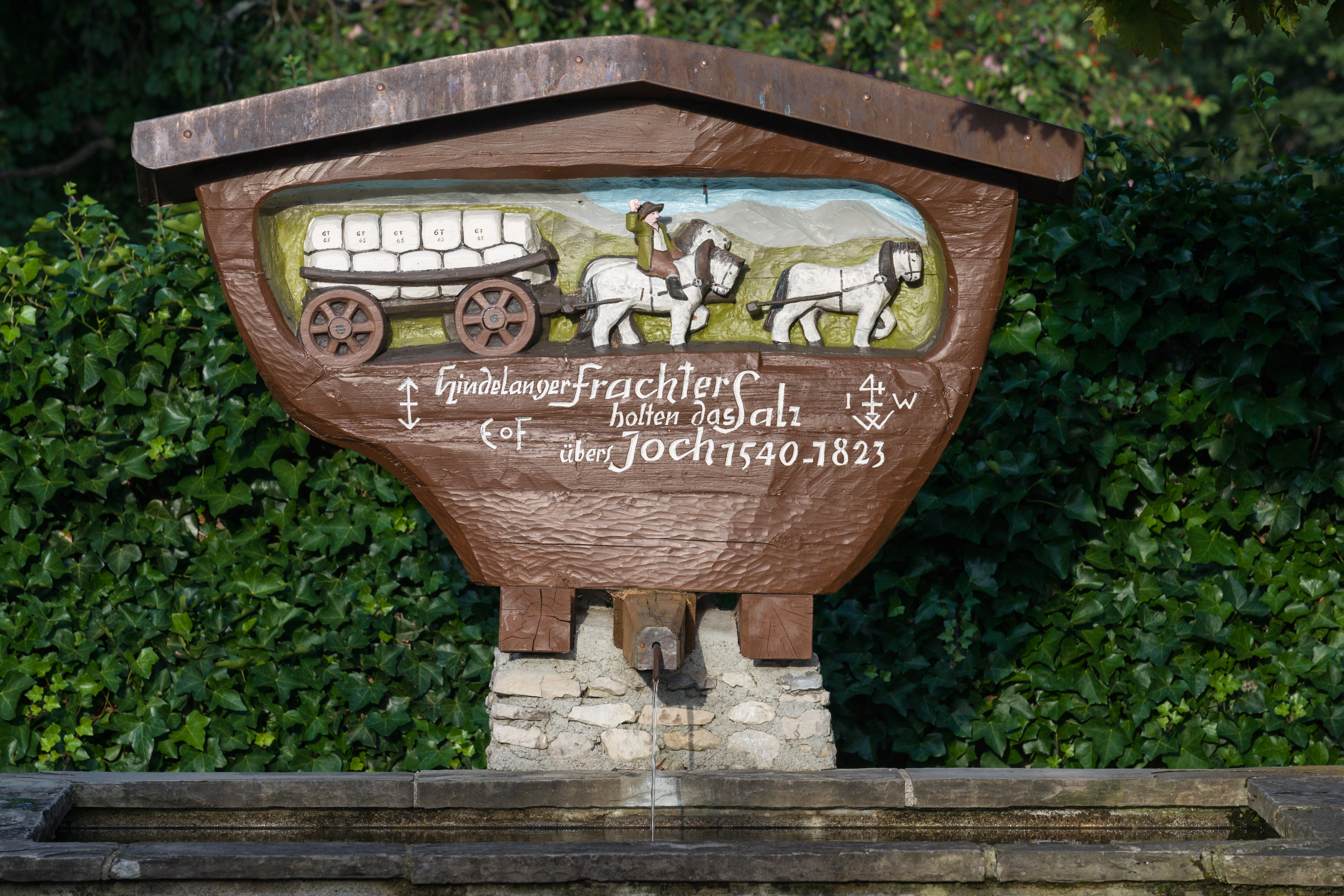
In Bad Hindelang erinnert der sogenannte Salzbrunnen an den Salzhandel über den Oberjochpass.

Der gewaltige Verkehr auf der Salzhandelsstraße verlangte nach einer umfangreichen Organisation und nach staatlicher Aufsicht. Eine Grödordnung, gegeben im Jahre 1603, erneuert 1795, sorgte für die erforderliche Regelung der weitausgedehnten Handelswege, wobei auf den dazu bestimmten Strecken Rodstationen oder Faktoreien und Salzstädel errichtet wurden. Faktoreien bestanden in Nesselwängle, Hindelang (jetzt Bad Hindelang), Immenstadt und Simmerberg (Weiler-Simmerberg), eine Oberfaktorei war in Reutte. Dort befand sich auch ein großes Salzlagerhaus. Ein Salzstadel befand sich auf dem Oberjoch (jetzt durch eine Gedenktafel gekennzeichnet). Er wurde erst 1809 erbaut und erfüllte seinen Zweck nur bis zum Jahr 1823, bis der Salzhandel über die Jochstraße ganz aufhörte. In Hindelang befand sich ebenfalls ein Salzstadel, der 1828 in ein Wohnhaus umgebaut und 1930 abgebrochen wurde, dazu die Salzfaktorei, die im Jahre 1671 von Salzfaktor und Stutenhofverwalter Thomas Scholl erbaut wurde.

### 20. Jahrhundert
Im Jahr 1894 begannen die Vorbereitungen zu einer neuen Jochstraße, und im Jahr 1895 wurde mit ihrem Bau begonnen. Sie wurde von vornherein für starken Verkehr angelegt, erhielt eine ansehnliche Breite und vor allem ein geringes Gefälle. Der Höhenunterschied von 300 m von Hindelang nach Oberjoch wurde mit 106 Kurven überbrückt.
Während des Dritten Reiches wurde der Oberjochpass in Adolf-Hitler-Paß umbenannt. In der Kriegs- und Nachkriegszeit wurde die Pflege der Jochstraße vernachlässigt, so dass sie in einen beklagenswerten Zustand geriet. Von Frühjahr bis Oktober 1952 wurde die Jochstraße zu einer gepflegten Autostraße erneuert.
1975 wurde die Bundesstraße 310 über Unterjoch nach Wertach fertiggestellt. Sie dient als Verbindung vom Oberjochpass mit dem Wertacher Raum und dem Ostallgäu. 1980 bis 1982 erfolgte der Ausbau der B 308 auf der Strecke von Oberjoch über die Passhöhe 1176 m (auf der Gähwinde) bis zur Staatsgrenze.
Von der ehemaligen Grenzstation zwischen Allgäu und Tirol führt der elf Kilometer lange Sebald-Weg bis zum Geburtsort des Schriftstellers W. G. Sebald nach Wertach. Der Weg wird begleitet von Stelen mit Textauszügen aus Sebalds Erzählung Il ritorno in Patria.

## Sport
Unweit südwestlich des Oberjochpasses fand früher auf einem Abschnitt der B 308 zwischen Bad Oberdorf und Oberjoch (Gemeindeteile von Bad Hindelang) das Jochrennen als Bergrennen statt. Seit 1999 findet alljährlich das „Jochpass Memorial“ für Oldtimer in Verbindung mit der „Historic Rallye“ statt.

## Panorama

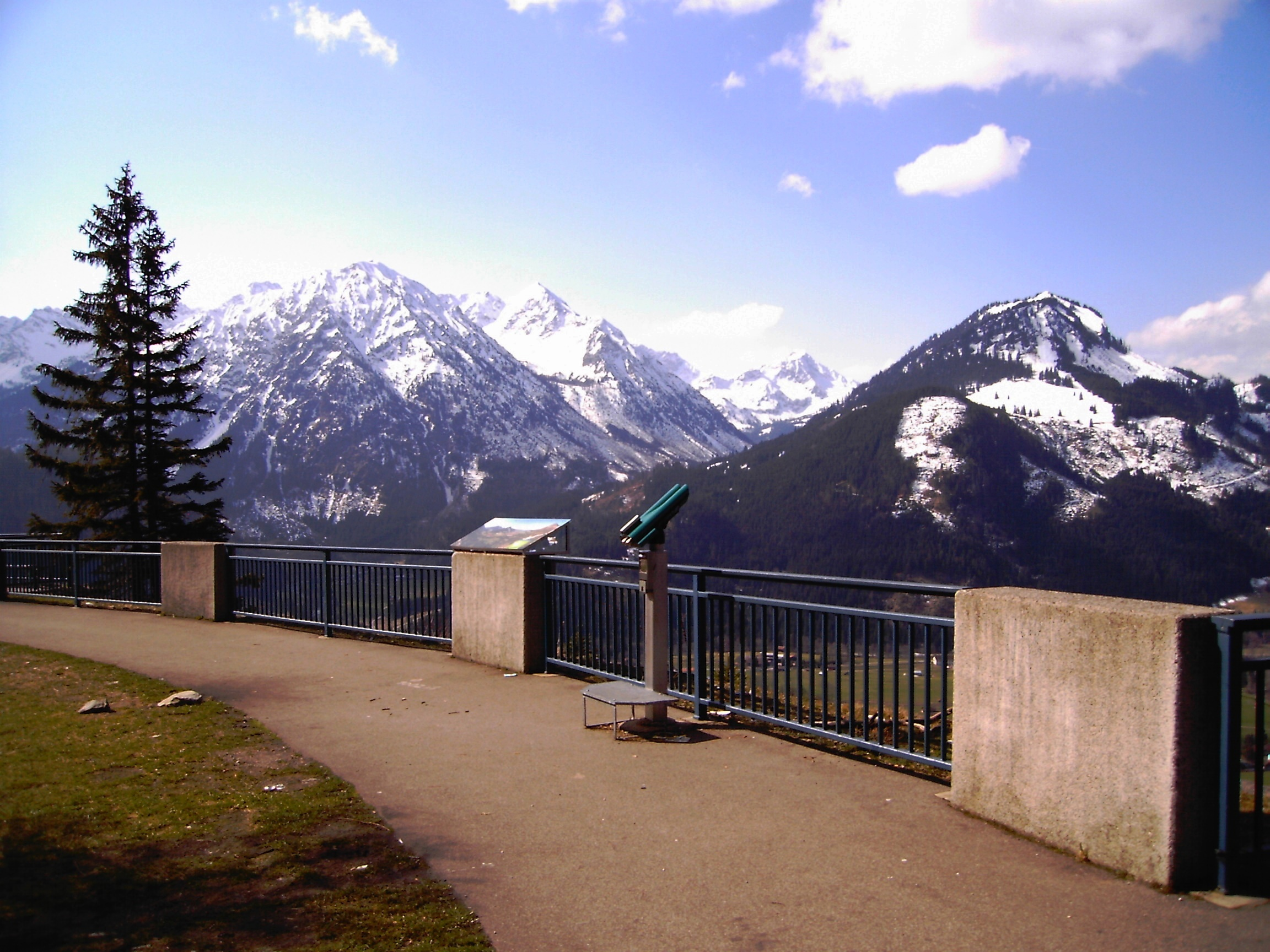
Die Kanzel, der Aussichtspunkt am Jochpass
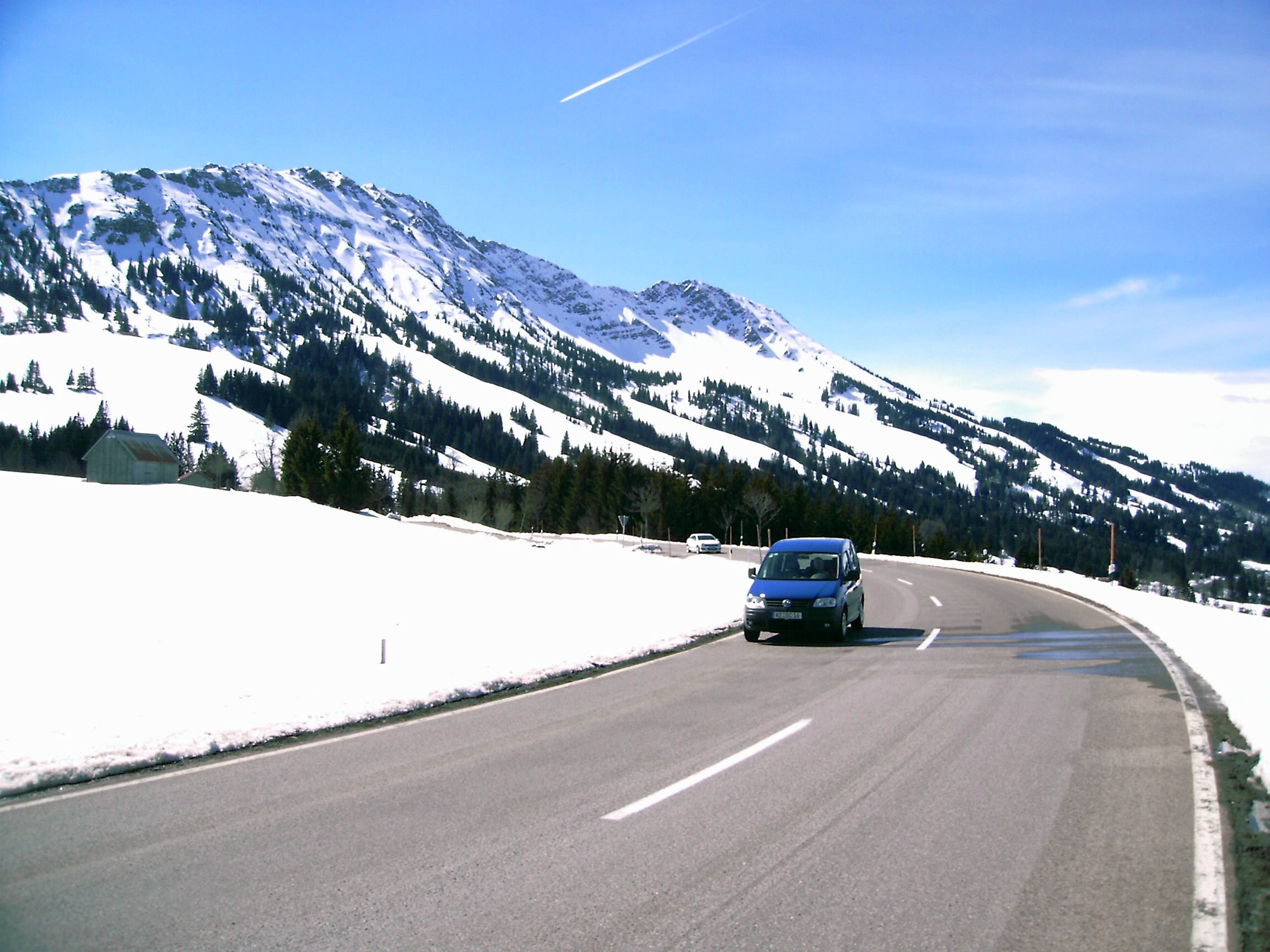
B 308 an der Passhöhe bei 1178 m, im Hintergrund Kühgundkopf und Iseler
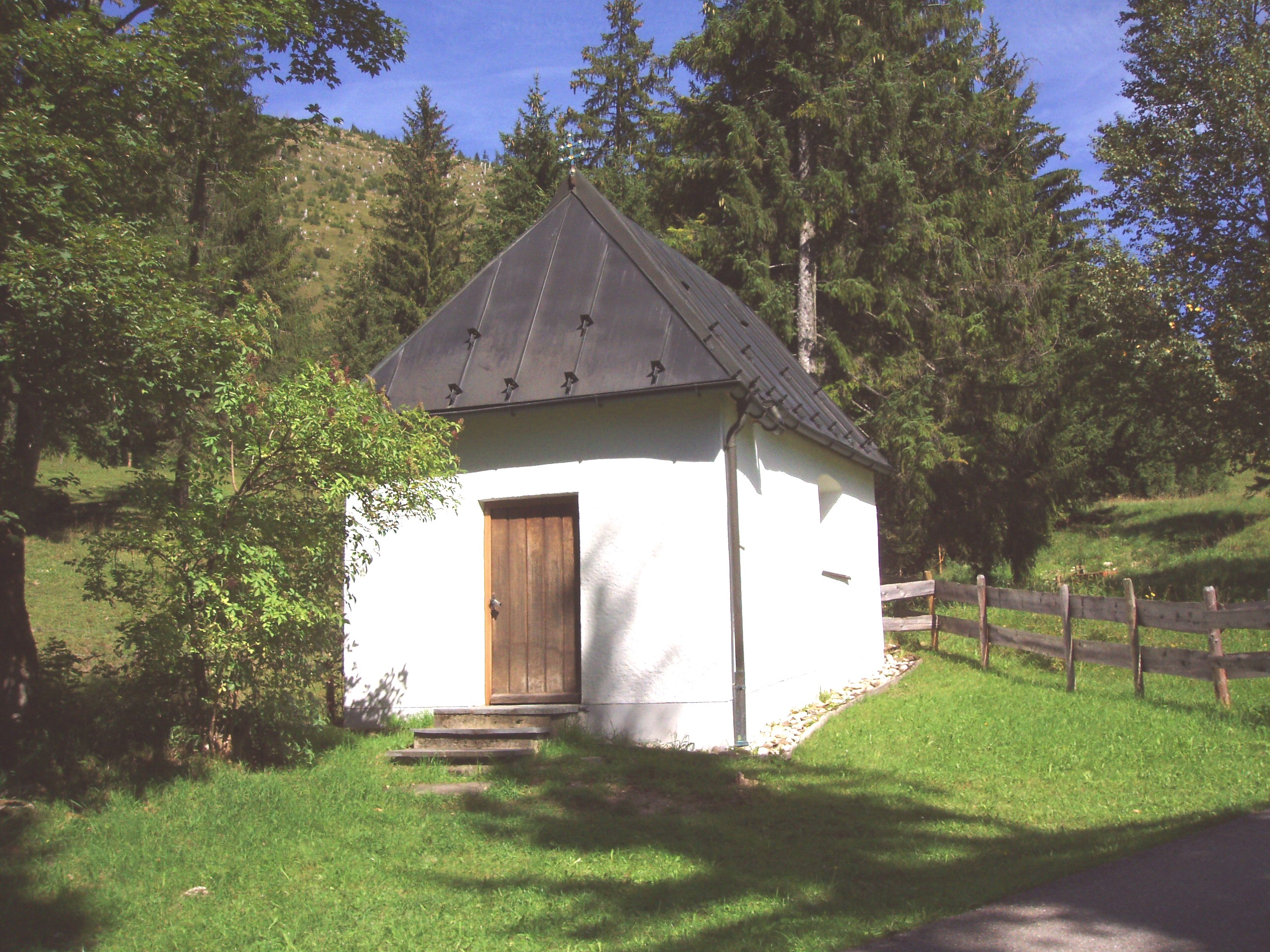
Bildkapelle der Salzfahrer bei Oberjoch
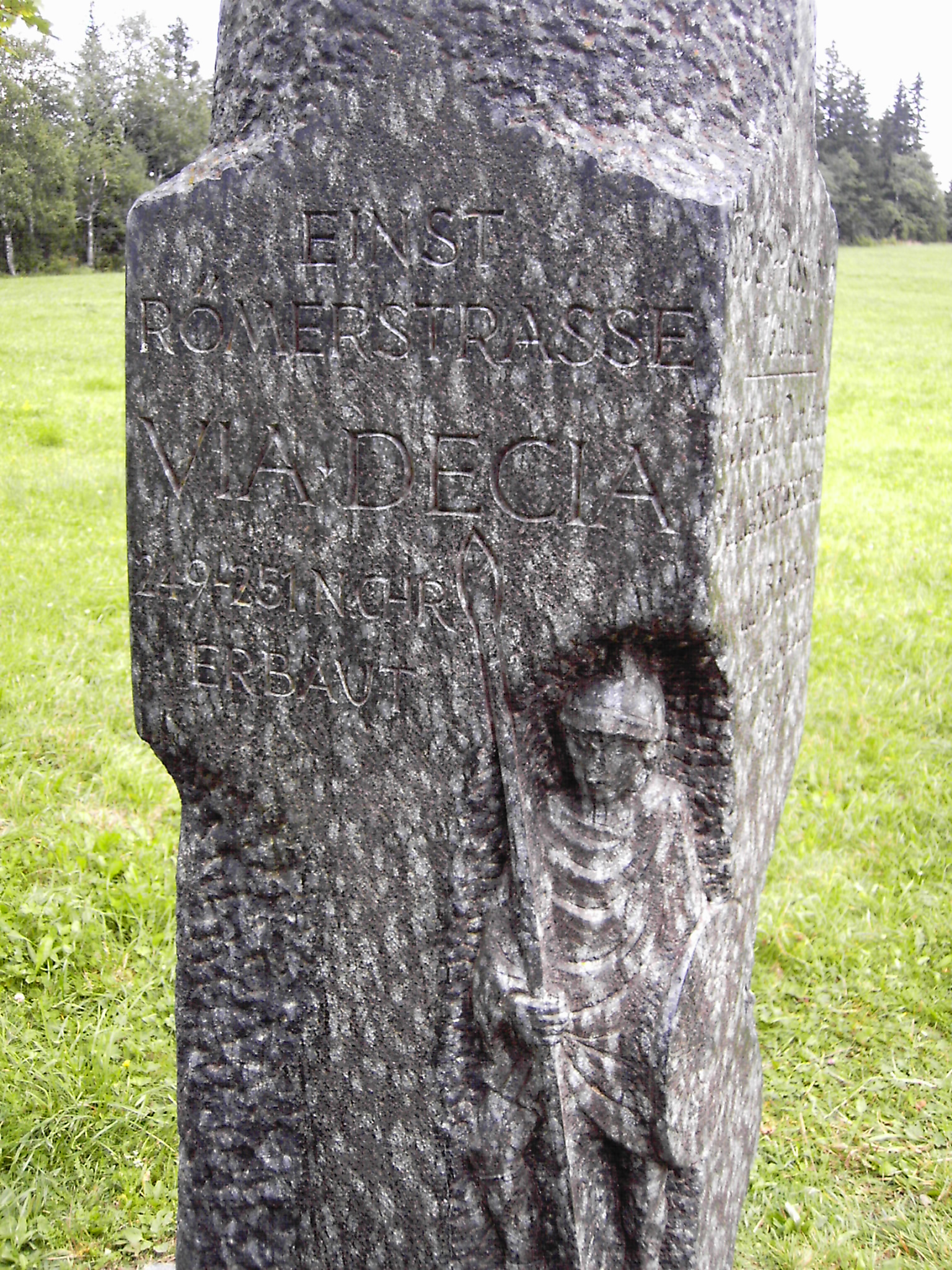
Passhöhe Jochpass, Gedenkstein in Form eines römischen Meilensteins
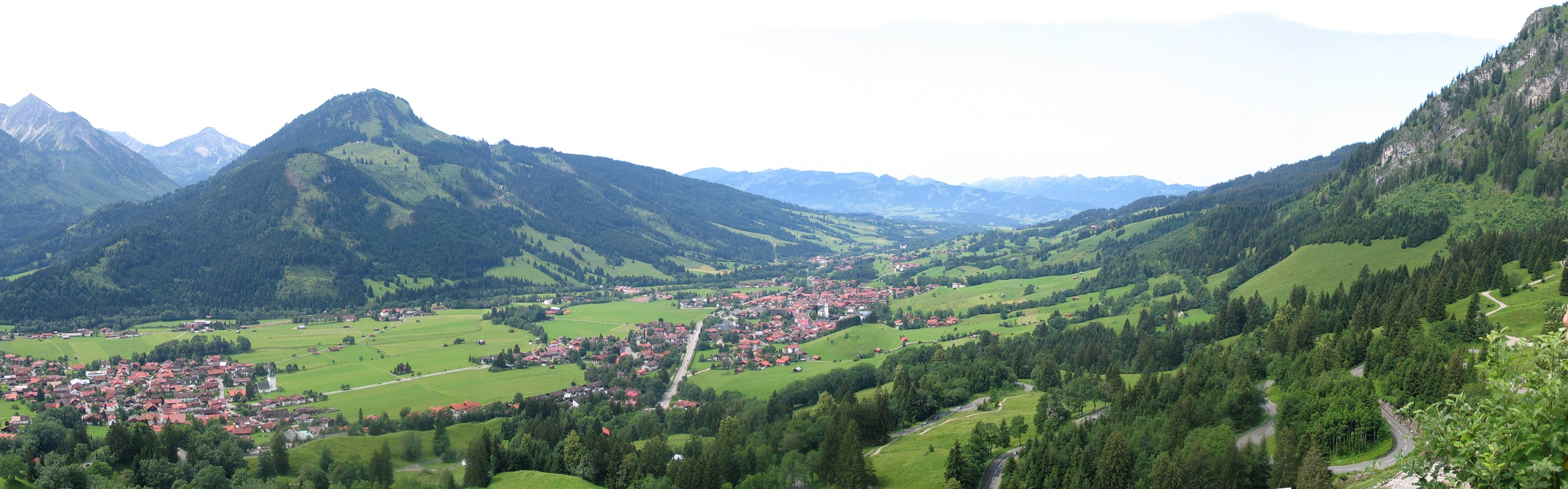
Blick in das Ostrachtal: links Bad Oberdorf, Mitte Bad Hindelang und rechts unten die Jochstraße